# Freedom Fighters (joc video)
Freedom Fighters, intitulat original Freedom: The Battle For Liberty Island, este un joc video de acțiune dezvoltat pentru PlayStation 2, Nintendo GameCube, Xbox și Microsoft Windows de către IO Interactive și distribuit de Electronic Arts în 2003.